# Liste der Kulturdenkmäler in Reifenberg
In der Liste der Kulturdenkmäler in Reifenberg sind alle Kulturdenkmäler der rheinland-pfälzischen Ortsgemeinde Reifenberg aufgeführt. Grundlage ist die Denkmalliste des Landes Rheinland-Pfalz (Stand: 14. Dezember 2023).

## Einzeldenkmäler
| Bezeichnung                          | Lage                                                          | Baujahr | Beschreibung                               | Bild                           |
| ------------------------------------ | ------------------------------------------------------------- | ------- | ------------------------------------------ | ------------------------------ |
| Wohnhaus                             | Bauertstraße 6 Lage                                           | 1842    | klassizistisches Wohnhaus, bezeichnet 1842 | Fotos hochladen                |
| Friedhofskreuz                       | Friedhofstraße, auf dem Friedhof Lage                         | 1875    | Friedhofskreuz, bezeichnet 1875            | weitere Bilder Fotos hochladen |
| Katholische Pfarrkirche St. Wendelin | Hauptstraße 12 Lage                                           | 1847–49 | neuromanischer Saalbau, 1847–49            | weitere Bilder Fotos hochladen |
| Katholisches Pfarrhaus               | Hauptstraße 14 Lage                                           | 1894/95 | Sandsteinquaderbau, 1894/95                | Fotos hochladen                |
| Kriegergedächtniskapelle             | östlich des Ortes auf dem Häselberg Lage                      | 1925    | kleiner Putzbau, 1925                      | weitere Bilder Fotos hochladen |
| Brunnen                              | westlich des Ortes am Faltenbach; Flur In der Bruchwiese Lage |         | Waschbrunnen, Sandstein                    | BW                             |

## Ehemalige Kulturdenkmäler
| Bezeichnung | Lage                | Baujahr | Beschreibung                                                                                          | Bild |
| ----------- | ------------------- | ------- | --- | ---- |
| Schulhaus   | Hauptstraße 24 Lage | 1764    | ehemalige Schule; eingeschossiger Putzbau, bezeichnet 1764; aus Denkmalliste gelöscht und abgebrochen | BW   |